# ヒンツァート強制収容所

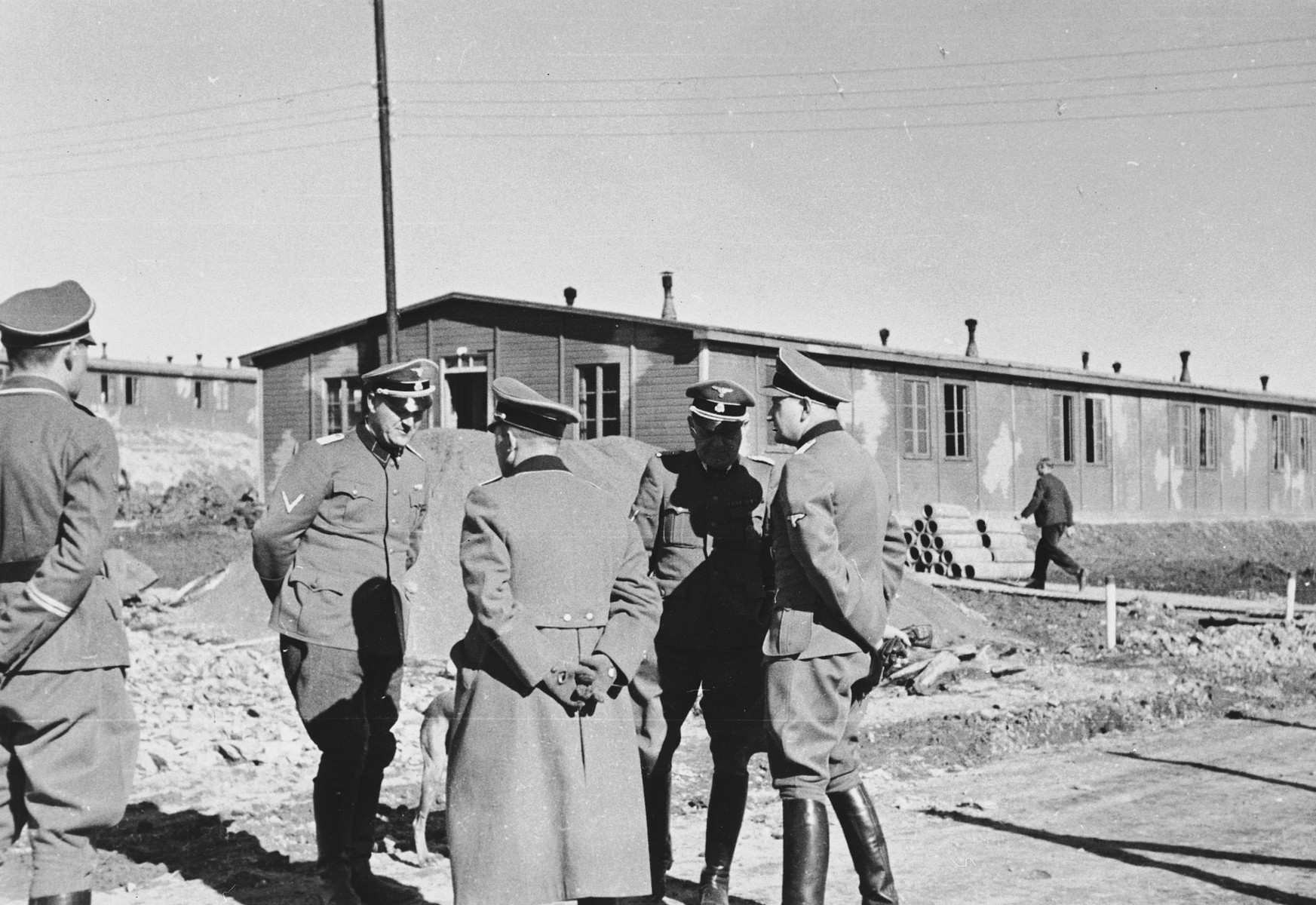
ヒンツァート強制収容所の看守たち

ヒンツァート親衛隊特別収容所（SS-Sonderlager Hinzert）、もしくはヒンツァート強制収容所（Konzentrationslager/KZ Hinzert）は、ドイツのプロイセン州ラインラントにあったナチス強制収容所。ルクセンブルクとの国境から30キロのところにあった。
1939年から1945年にかけて13歳から80歳までの総計13,600人の政治犯を収容した。囚人の多くはここから大強制収容所へと移送されている。

## 収容所の場所と構造

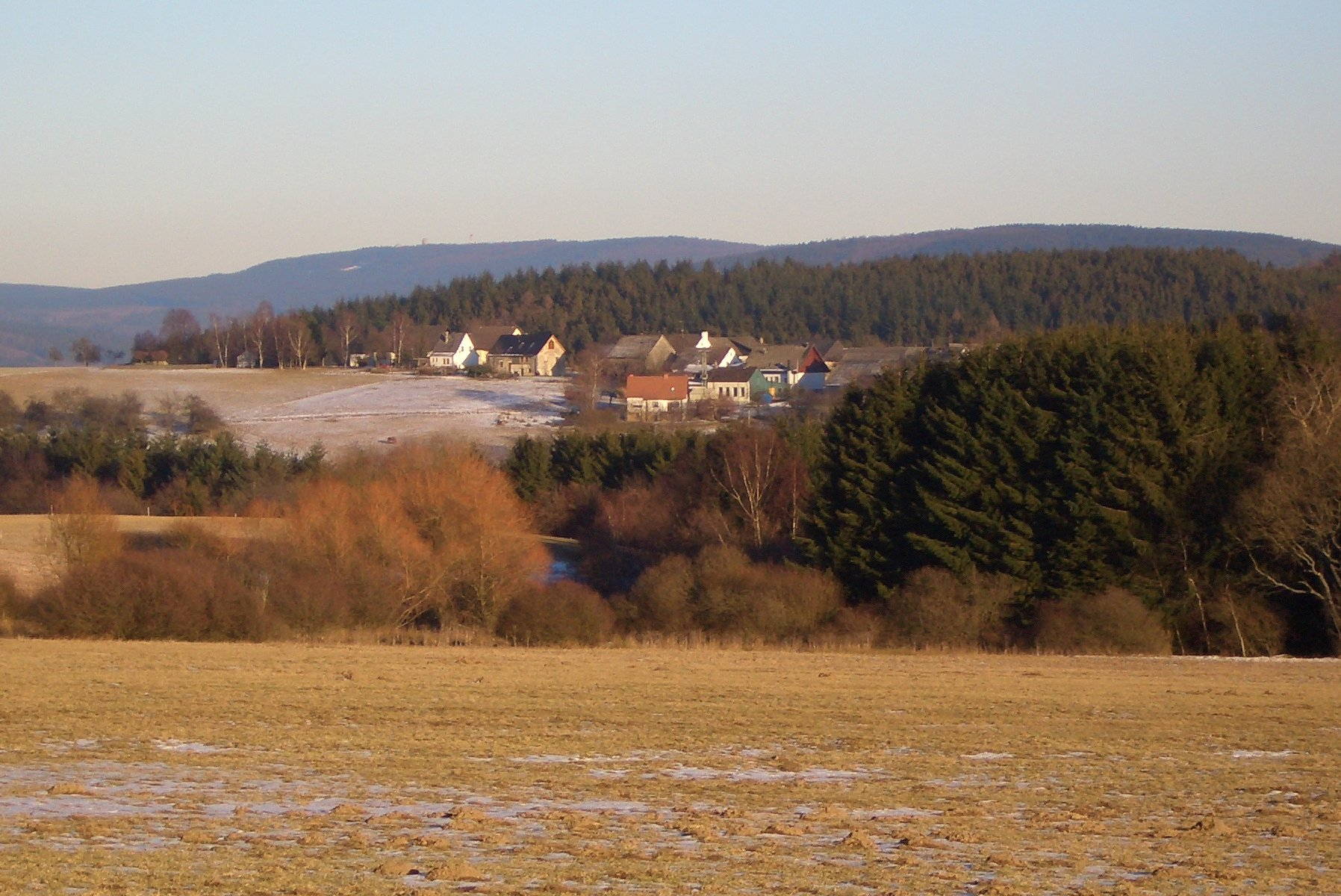
収容所最寄りのヒンツァート＝ペラート村

フンスリュック山脈(de:Hunsrück)を見下ろすホッフワルト高地(Hochwald)に存在した。収容所の名前は一番近い村ヒンツァート＝ペラート(de:Hinzert-Pölert)に因んで名付けられた。収容所のある高地は550mの高度であり、冬には高い湿度、風、強い降水量、霧、低気温に襲われる。 収容所は工事のための材木となる針葉樹林によって囲まれていた。
収容所の入り口から周りに囚人の墓地がある道を通じて進んでいくと親衛隊隊員によって厳重に警備された区画があった。この区画には７軒の小屋が建てられており、収容所所長や看守の親衛隊員の駐屯所、車庫、労働所、2軒の親衛隊員の宿所などがあった。またこの区画は花のアレンジメントで飾り付けをされていた。 囚人はこことは別の約200m×200mの区画に収容されていた。この区画は見張り塔がある高さ3mの有刺鉄線フェンスによって囲まれていた。 また囚人区画には収容所所長宅、衣服製造作業場、大工作業場、隔離場、死体置き場、消毒場、囚人の所有物を没収する「預かり所」が存在していた。
囚人は4軒の小屋に住まわされた。各小屋は2つの部屋があり、1つの部屋につき、26個の2段ベッドが存在した。1つの小屋に付き208人を理論上の収容数としていた。後に藁布団が増やされて理論収容数560人に増やされた。一定の部屋は特定のカテゴリに分離される囚人用であった（たとえば「夜と霧」の法律で逮捕された囚人など）。
収容所の中には3つのビルが建っており、その中にはゲシュタポ地方事務所、管理所、調理場などがあった。
別の区画には点呼広場が存在したが、後に親衛隊がその周りに野菜農園を作った際に点呼広場の規模が小さくなった。点呼広場の中央には拡声器のついた柱が立っていた。囚人にはしばしばこの柱に向かって数時間立ち続けるという罰が与えられていた。点呼広場は午前4時30分からの囚人の運動のための場所としても使用され、この際にはドラムの音が流れていた。

## 収容所の歴史
ヒンツァート強制収容所は元々1938年初めにジークフリート線建設の作業に従事する労働者の家を接収して創設された。しかしこの家が1939年8月16日に全焼し、1939年10月に「警察拘留収容所及び国家労働奉仕団の再教育収容所(Polizeihaft- und Erziehungslager des Reichsarbeitsdienstes(RAD))」として再建された。14日未満の懲役など軽い刑罰を受けた囚人やナチス政権より反社会的とされた労働者を収容した。これらの労働者たちはブレーメンのゲシュタポによって逮捕された人々だった。 
囚人はジークフリート線建設作業のみならず、マンハイムやマインツにおける空軍基地の創設など軍事インフラ設置の作業によく駆り出された。1940年7月1日に親衛隊の強制収容所総監の監督の下におかれる強制収容所となった。1940年にベルギー、オランダ、ルクセンブルク、フランスといった国々をドイツが占領した後、これらの国々から「保護」した「ドイツ化」する必要のある政治犯が移送されてくるようになった。
1942年2月に親衛隊経済管理本部(SS-WVHA)が設置され、強制収容所総監が監督していた強制収容所は全て同本部の所管となる。ヒンツァートも経済管理本部の管轄下の強制収容所の一つに移行した。そしてヒンツァートはルクセンブルクとトリーアに駐留するゲシュタポのための収容所と化していった。 
「夜と霧」の法令で捕まった囚人が到着するまでヒンツァートは他の強制収容所と同様に運営されていた。すなわち収容所司令部、政治局、「拘留と安全保障」収容所、医師団、警備隊などの機構が存在していた。「夜と霧」の囚人たちが到着した後は、政治局と「拘留と安全保障」収容所が閉鎖された。
ヒンツァートは独立した収容所であったが、1944年11月21日にブーヘンヴァルト強制収容所に付属した収容所となった。1945年2月22日の空襲で収容所は大部分が破壊された。この後も1945年3月3日までヒンツァートの運営は続けられ、空襲に生き残っていた囚人たちはヘッセンまで「死の行進」をさせられた。 またブーヘンヴァルト強制収容所へ移送された者もいる。

## 収容所司令官
1939年10月9日から親衛隊大佐ヘルマン・ピスター（de:Hermann Pister）が収容所の司令官（所長）となった。彼は1941年12月にブーヘンヴァルト強制収容所の司令官になるまで在職した。ピスターに代わってヒンツァートの司令官には親衛隊大尉エゴン・ツィル（de:Egon Zill）が就任した。ツィルは以前にダッハウ強制収容所、ブーヘンヴァルト強制収容所、ラーフェンスブリュック強制収容所で勤務していた。彼は1942年4月にナッツヴァイラー強制収容所の副司令官となる。その代わりに司令官となったのが親衛隊大尉パウル・スポレンベルク（Paul Sporrenberg）であった。彼がヒンツァート強制収容所の最後の所長となった。

## 囚人
総計13,600人の囚人がヒンツァート強制収容所を通過していった。最初の囚人は「反社会的」と認定されて逮捕され、ジークフリート線建設作業に動員されていたドイツ人労働者たちであった。その後、占領下の国々から連れてきた囚人たちが加わった。1941年初め、ヒンツァートにいた囚人の大多数はルクセンブルク人とフランス人の政治犯だった。それ以外に多かったのはソ連人とポーランド人だった（多くは捕虜と強制労働者だった）。「夜と霧」の法令で捕まった囚人（NN囚人）は1941年12月7日からより大きな収容所（ダッハウ強制収容所、ブーヘンヴァルト強制収容所、ナッツヴァイラー強制収容所など）へ移送され、彼らはやがてそこで「姿を消した」。
ヒンツァートには23の労働分隊が存在し、囚人たちは周辺地域の労働に動員された。囚人たちは主に空軍基地のメンテナンス作業や泥水の排水作業、林業などに動員されていた。「夜と霧」の囚人たちもその内情を隠ぺいするために労働分隊に所属させられていた。囚人の暮らす小屋は560人が理論的な収容能力だったが、実際には800人ほどが詰め込まれていた。時には1600人に達した時もあった。

## 殺人
ヒンツァートの囚人たちは非常に粗悪な環境の下で暮さねばならなかった。恐怖支配を維持するために拷問と公開処刑は公然と行われた。もっともヒンツァートの囚人の大多数は他の大収容所へ移送されるか、あるいは彼らの解放まで投獄し続けるかされている。
ヒンツァートで殺された正確な数は不明である。ヒンツァートには1600人から1800人のルクセンブルク人が送られてきていたが、ルクセンブルクの「レジスタンス国家審議会（Conseil National de la Resistance）」によると、少なくとも321人がヒンツァートで殺害され、そのうちルクセンブルク人は82人はいたという。
フランスの「流刑記念財団（fr:Fondation pour la Mémoire de la Déportation）」によると約1500人のフランス人が「夜と霧」でヒンツァートに送られ、そのうちフランスに生きて帰ってきたのは390人だけであり、最低でも804人は殺されたとしている。

## 記念碑

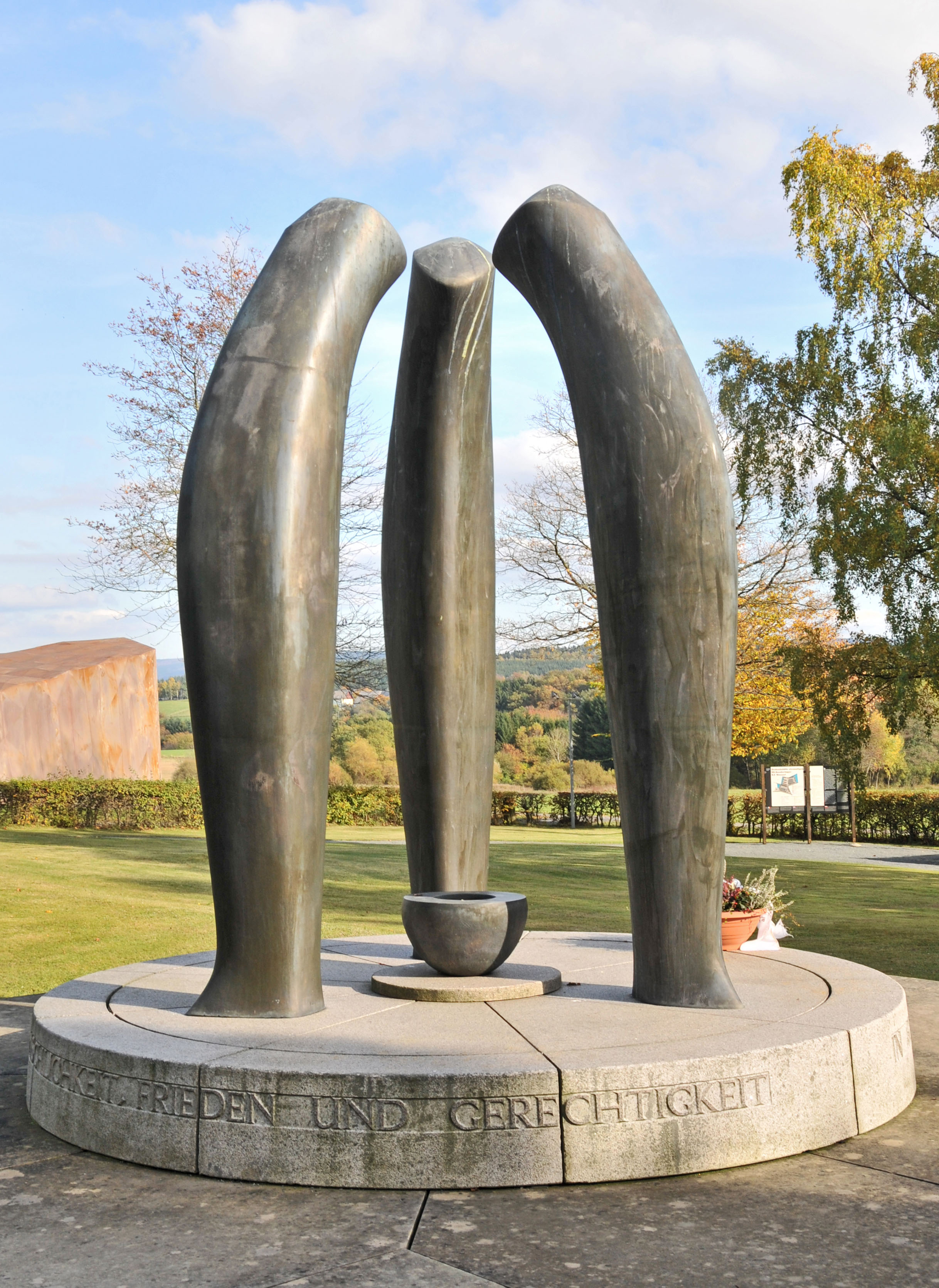
ヒンツァート強制収容所跡に残る:en:Lucien Wercollier作のブロンズの記念碑

現在、ヒンツァートにはルクセンブルク人の彫刻家en:Lucien Wercollierによる殺された囚人に敬意を表するためのブロンズの記念碑が存在する。2005年12月10日に記念館も開設された。収容所の遺物、写真などの展示が行われている。